# Класс (телесериал, 2016)
«Класс» (англ. Class) — британский научно-фантастический телесериал, спин-офф популярного сериала «Доктор Кто». Трансляция сезона из восьми серий проходила на канале BBC Three с 22 октября по 3 декабря 2016 года.
Действие телесериала происходит в академии Коал-Хилл (англ. Coal Hill). «Класс» стал пятым телевизионным спин-оффом «Доктора Кто» после сериалов «К-9 и компания», «Торчвуд», «Приключения Сары Джейн» и «К-9».
В мае 2018 года стало известно, что «Класс» вернётся в формате аудиопьес, которые будет выпускать компания Big Finish.

## Синопсис
Академия Коал-Хилл словно маяк посреди всего времени и пространства, притягивающий любого, кто способен причинить ей вред, так что будьте начеку. Её старшеклассники имеют свои секреты и тайные желания. Им придётся столкнуться с неприятностями повседневной жизни, включающей друзей, родителей, учёбу, секс, горе, а также ужасные последствия, которые приносят путешествия во времени. Из-за влияния Доктора стены пространства и времени истончились, и монстры по ту сторону планируют прорваться и посеять хаос на Земле.

## В ролях

### Основной состав
- Грег Остин — Чарли Смит
- Фейди Эльсайед — Рам Сингх
- Софи Хопкинс — Эйприл Маклейн
- Вивиан Опара — Таня Адеола
- Кэтрин Келли — мисс Андреа Квилл/Андрат

### Второстепенный состав
- Джордан Ренцо — Маттеуш Анджеевский
- Пуки Куэснел — Дороти Эймс
- Пол Марк Дейвис — Коракин
- Аарон Нил — Варун Сингх
- Шеннон Мюррей — Джеки Маклейн
- Наташа Гордон — Вивиан Адеола
- Кон О’Нилл — Хью Маклейн
- Найджел Беттс — Фрэнсис Армитедж
- Бен Пил — тренер Доусон
- Анна Шаффер — Рэйчел Чепмен

### Приглашённый состав
- Питер Капальди — Доктор

## Список серий
| № | Название                                                                                      | Режиссёр         | Автор сценария | Дата премьеры   |
| --- | --------------------------------------------------------------------------------------------- | ---------------- | -------------- | --------------- |
| 1 | «Ибо сегодня мы можем погибнуть» «For Tonight We Might Die»                                   | Эд Базалджетт    | Патрик Несс    | 22 октября 2016 |
| В академии Коал-Хилл наступает новый учебный семестр, и студенты готовятся к осеннему балу. Когда же на школу нападает чудовищный Теневой Род, четверым совершенно чужим друг другу ученикам придётся заключить неожиданный союз, чтобы дать отпор. Загадочный пришелец по имени Доктор возложил на Чарли, Рама, Эйприл и Таню вместе с их учительницей физики мисс Квилл большую ответственность: стоять на страже против кошмарных порождений, которые хотят прорваться на Землю и воцариться там. И это вторжение — лишь начало.                                                                                |                                                                                               |                  |                |                 |
| 2 | «Тренер с татуировкой дракона» «The Coach with the Dragon Tattoo»                             | Эд Базалджетт    | Патрик Несс    | 22 октября 2016 |
| После трагических событий на балу убитый горем Рам держится в стороне от остальных трёх товарищей, пытаясь привыкнуть к новой действительности. На уроке футбола он в отчаянии старается держать себя в руках. Рам видит, как с кого-то заживо сдирают кожу — и, убеждённый, что ему показалось, решает, что сходит с ума. Но когда Таня, Чарли и Эйприл столкнулись с тем же самым: ужасающим и отвратительным драконом-живодёром, они поняли, что находятся в опасности. Группе придётся держаться вместе, чтобы сразиться с монстром и спасти школу.                                                            |                                                                                               |                  |                |                 |
| 3 | «Ночные гости» «Nightvisiting»                                                                | Эд Базалджетт    | Патрик Несс    | 29 октября 2016 |
| В Лондон проник зловещий пришелец, способный принимать облик потерянных близких. Под покровом ночи к Тане заявляется нежданный посетитель, и не к ней одной — Рам и мисс Квилл тоже встречают внезапных гостей. Героям предстоят волнующие встречи, и им придётся одолеть эту странную и весьма убедительную новую угрозу, чтобы не потерять Таню навсегда. |                                                                                               |                  |                |                 |
| 4 | «Одинокое сердце на двоих» (Часть 1) «Co-Owner of a Lonely Heart»                             | Филиппа Лангдэйл | Патрик Несс    | 5 ноября 2016   |
| Эйприл начинает ощущать последствия того, что она разделяет своё сердце с Коракином, попытки которого разорвать эту связь её только укрепляют. Когда живущий отдельно от семьи отец Эйприл внезапно появляется, она нападает на него с помощью силы Теневого Рода, проявляя черты, присущие лидеру этой расы. Напуганную удивительной новоприобретённой силой Эйприл утешает Рам, и девушка клянётся, что её сердце вновь будет принадлежать ей безраздельно. Между тем, с остальными происходит что-то странное — Лондон медленно усеяли необычные, зловещего вида цветочные лепестки.                            |                                                                                               |                  |                |                 |
| 5 | «Почти храброе сердце» (Часть 2) «Brave-ish Heart»                                            | Филиппа Лангдэйл | Патрик Несс    | 12 ноября 2016  |
| Оказавшись в царстве Теневого Рода, Эйприл понимает, что пути назад нет и ей придётся победить Коракина. На Земле нашествие лепестков стремительно набирает оборот. Столкнувшись с угрозой исчезновения планеты, новая директриса Дороти пытается заставить Чарли сделать роковой выбор, однако у мисс Квилл припасены другие планы на его счёт. В то время как Чарли, Маттеуш и Таня стремятся предотвратить уничтожение человеческой расы лепестками, Эйприл должна противостоять ужасающей силе Коракина за много световых лет от дома.                                                                         |                                                                                               |                  |                |                 |
| 6 | «Наказание» «Detained»                                                                        | Уэйн Йип         | Патрик Несс    | 19 ноября 2016  |
| Мисс Квилл сажает всю компанию под арест. Запертых в её классе учеников приводит в ужас взрыв, который выталкивает их за пределы пространства и времени. Теперь они в ловушке в тесноте и черноте, без возможности сбежать. Хотя таинственный осколок астероида может оказаться ключом к их свободе, члены группы вынуждены сознаться друг другу в своих самых глубоких и тёмных секретах. Их дружба даёт трещину, как только становится известна неприглядная правда. А после этого группа делает пугающее открытие. Они не одни. Вместе с ними есть кто-то ещё.                                                  |                                                                                               |                  |                |                 |
| 7 | «Метафизический двигатель, или что было с Квилл» «The Metaphysical Engine, or What Quill Did» | Уэйн Йип         | Патрик Несс    | 26 ноября 2016  |
| Заперев ребят в классе и убрав их тем самым с пути, мисс Квилл принимает неожиданное предложение Дороти помочь ей избавиться от арна в своей голове и вновь обрести свободу. В сопровождении пленного перевёртыша Баллона мисс Квилл с помощью метафизического двигателя отправляется в путешествие по невероятным, невиданным и опасным мирам, собирая ингредиенты для операции, которая изменит её жизнь. После волнующей встречи с хирургом и едва не окончившейся летальным исходом процедуры, преображённой и готовой к войне мисс Квилл предстоит найти способ вернуться обратно на Землю.                   |                                                                                               |                  |                |                 |
| 8 | «Потерянные» «The Lost»                                                                       | Джулиан Холмс    | Патрик Несс    | 3 декабря 2016  |
| Столкнувшись с невозможным выбором, нашим героям придётся использовать всё, чему они научились, чтобы спасти планету. Но как далеко они готовы зайти и заплатят ли они за это? Так и не оправившись от открывшихся истин, группа распадается. Мисс Квилл на свободе и готовится отомстить. Однако когда Теневой Род возвращается, все они должны вновь объединиться в свирепой, беспощадной и непримиримой войне. Твёрдо намеренный завладеть сердцем Эйприл и оружием Чарли, Коракин угрожает убить их родных, пока не получит желаемое, и друзьям необходимо дать ему отпор. На этот раз выжить удастся не всем. |                                                                                               |                  |                |                 |

## Производство

### Разработка
О создании нового спин-оффа «Доктора Кто» под названием «Класс» было объявлено 1 октября 2015 года. Одним из исполнительных продюсеров сериала стал Стивен Моффат. 27 апреля 2016 года появилась информация, что школа Коал-Хилл переквалифицировалась в академию.
В июне 2017 года шоураннер Патрик Несс заявил, что не планирует возвращаться в качестве сценариста, если «Класс» будет продлён на второй сезон. 7 сентября 2017 года руководство канала BBC Three официально объявило о закрытии телесериала.
В мае 2018 года в выпуске Doctor Who Magazine № 526 было подтверждено, что компания Big Finish займётся выпуском шести новых аудио-приключений сериала, в которых главные герои встретят спутницу Седьмого Доктора Эйс и далеков.

### Кастинг
Питер Капальди, который исполняет роль двенадцатого воплощения Доктора, появился в открывающей серии сериала «Ибо сегодня мы можем погибнуть».
Дженна Коулман, исполняющая роль Клары Освальд, по словам автора Патрика Несса, точно не будет принимать участие в этом телесериале.
4 апреля 2016 года стал известен основной актёрский состав сериала. Грег Остин, Фейди Эльсайед, Софи Хопкинс и Вивиан Опара исполнят главные роли четырёх старшеклассников, из них Остин играет персонажа по имени Чарли, а Кэтрин Келли — роль преподавательницы академии, мисс Квилл. Найджел Беттс вернулся к роли мистера Армитеджа из эпизодов «Внутрь далека» и «Смотритель» восьмого сезона «Доктора Кто». Участие в съёмках нескольких серий принял актёр Пол Марк Дейвис, уже снимавшийся в «Докторе Кто», «Торчвуде» и «Приключениях Сары Джейн». Анна Шаффер, известная по роли Ромильды Вейн во франшизе о «Гарри Поттере», сыграла персонажа по имени Рэйчел. 23 сентября 2016 года было объявлено, что к основному актёрскому составу присоединятся Джордан Ренцо и Пуки Куэснел, а Бен Пил и Шеннон Мюррей станут приглашёнными актёрами в первом съёмочном блоке.

### Съёмки
Съёмки сериала начались 4 апреля 2016 года и продлились пять месяцев, завершившись 2 сентября того же года.

## Показ
Премьера сериала в Великобритании состоялась на интернет-канале BBC Three 22 октября 2016 года. Эпизоды также показывались на BBC One с 9 января 2017 года. 20 октября 2016 года в Лондоне в рамках эксклюзивного показа прошла мировая премьера первой серии «Ибо сегодня мы можем погибнуть». Трансляция телесериала в Канаде проходила на канале Space одновременно с Великобританией. Показ в Австралии стартовал 24 октября 2016 года на канале ABC2. Cериал транслировался в США на канале BBC America с 15 апреля 2017 года сразу после премьеры эпизодов десятого сезона «Доктора Кто».

## Саундтрек
Саундтрек-альбом был выпущен 7 декабря 2018 года. Ограниченное издание 500 копий виниловых пластинок было выпущено 4 января 2019 года. Оба издания включали бонусный CD-диск с дополнительными композициями.

### Список треков
| №   | Название                                                     | Длительность |
| --- | ------------------------------------------------------------ | ------------ |
| 1.  | «The Shadow Kin»                                             | 2:11         |
| 2.  | «Quill’s Got a Gun»                                          | 1:05         |
| 3.  | «Rhodia»                                                     | 1:42         |
| 4.  | «Death Awaits Us» (featuring Yuri Kalnits)                   | 1:17         |
| 5.  | «The Doctor Will See You Now»                                | 1:10         |
| 6.  | «Aftermath»                                                  | 0:48         |
| 7.  | «Time Has Looked at Your Faces»                              | 1:14         |
| 8.  | «Night Music»                                                | 3:16         |
| 9.  | «The Cabinet of Souls»                                       | 1:19         |
| 10. | «Back to School»                                             | 1:18         |
| 11. | «Once Upon a Time in the Classroom»                          | 1:06         |
| 12. | «Chasing the Dragon»                                         | 1:15         |
| 13. | «Dragon Attack»                                              | 3:35         |
| 14. | «Reflections» (featuring Yuri Kalnits)                       | 1:57         |
| 15. | «Strands from the Rift»                                      | 1:16         |
| 16. | «April’s Past»                                               | 2:10         |
| 17. | «Gathering Strength»                                         | 4:45         |
| 18. | «Here She Comes in a Ruddy Great Bus»                        | 0:50         |
| 19. | «Heavy Petal»                                                | 1:50         |
| 20. | «To Share a Heart»                                           | 2:52         |
| 21. | «Rescue» (featuring Yuri Kalnits)                            | 1:52         |
| 22. | «Regicide»                                                   | 1:08         |
| 23. | «Rise to Power» (featuring Yuri Kalnits)                     | 2:07         |
| 24. | «First Steps»                                                | 2:33         |
| 25. | «Asteroid»                                                   | 3:28         |
| 26. | «Angry Enough to Kill»                                       | 1:36         |
| 27. | «Charlie’s Angry, Charlie’s Winning»                         | 2:44         |
| 28. | «Planet of the Arn»                                          | 2:46         |
| 29. | «All Species Say That»                                       | 1:33         |
| 30. | «This Form I Wear» (featuring Peter Gregson)                 | 1:18         |
| 31. | «Quill vs Lore»                                              | 1:29         |
| 32. | «I Am War Itself»                                            | 1:41         |
| 33. | «The Lost» (featuring Jim Moray & Sam Sweeney)               | 2:06         |
| 34. | «Charlie Laying Down the Law»                                | 1:50         |
| 35. | «We Are Academics»                                           | 1:23         |
| 36. | «Fight Music» (featuring Peter Gregson)                      | 1:28         |
| 37. | «Finding Courage» (featuring Peter Gregson)                  | 2:23         |
| 38. | «If They Die April Dies» (featuring Eurielle & Yuri Kalnits) | 1:18         |
| 39. | «This Is the One You Will Not Tolerate»                      | 2:37         |
| 40. | «Fight Till Your Last Breath» (featuring Eurielle)           | 1:25         |
| 41. | «Souls Released»                                             | 2:00         |
| 42. | «Governors Revealed»                                         | 1:41         |
| 43. | «Class Credits»                                              | 0:40         |

| №   | Название                                             | Длительность |
| --- | ---------------------------------------------------- | ------------ |
| 1.  | «Previously on Class»                                |              |
| 2.  | «Charlie Lives with Quill»                           |              |
| 3.  | «A Night of Promise»                                 |              |
| 4.  | «Corakinus Lives»                                    |              |
| 5.  | «April’s Theme»                                      |              |
| 6.  | «Ram Saves the Day»                                  |              |
| 7.  | «New Beginning»                                      |              |
| 8.  | «The Coach with the Dragon Tattoo»                   |              |
| 9.  | «Cleaner Skin»                                       |              |
| 10. | «Tanya»                                              |              |
| 11. | «Missing Rachel»                                     |              |
| 12. | «Scooby Gang Skype Sesh»                             |              |
| 13. | «I Was Nothing, I Was Weak»                          |              |
| 14. | «Team Talk»                                          |              |
| 15. | «The Governors»                                      |              |
| 16. | «Nightvisitor/Tanya’s Dad»                           |              |
| 17. | «Someone at the Window...»                           |              |
| 18. | «Conversations with My Dead Father»                  |              |
| 19. | «Ram on the Run»                                     |              |
| 20. | «Memories of Dad»                                    |              |
| 21. | «Tentacles!»                                         |              |
| 22. | «The Cabinet of Snooping»                            |              |
| 23. | «Dorothea»                                           |              |
| 24. | «Evolutionary Mistake»                               |              |
| 25. | «I Won't Be Forced»                                  |              |
| 26. | «Charlie’s Choice»                                   |              |
| 27. | «I Think I Need Saving»                              |              |
| 28. | «Quill Rage»                                         |              |
| 29. | «Meteor Strike»                                      |              |
| 30. | «Detained»                                           |              |
| 31. | «Don't Let My Brain Get Fried»                       |              |
| 32. | «When She's Free»                                    |              |
| 33. | «They Made Me Used to It»                            |              |
| 34. | «I Forgive You»                                      |              |
| 35. | «Tanya Wants to Use the Cabinet»                     |              |
| 36. | «Walk & Talk»                                        |              |
| 37. | «Black is the Colour»                                |              |
| 38. | «Ep3 Preview»                                        |              |
| 39. | «Ep4 Preview»                                        |              |
| 40. | «Ep5 Preview»                                        |              |
| 41. | «Ep6 Preview»                                        |              |
| 42. | «Ep7 Preview»                                        |              |
| 43. | «Ep8 Preview»                                        |              |
| 44. | «Vivian Oprah Ep3 Vocal Experiment» (Rough Demo)     |              |
| 45. | «Remembrance of the Charlie Quill Theme» (80s Remix) |              |
| 46. | «The End» (Unused Alternative Ep8 Credits)           |              |